# Аскари (армия)

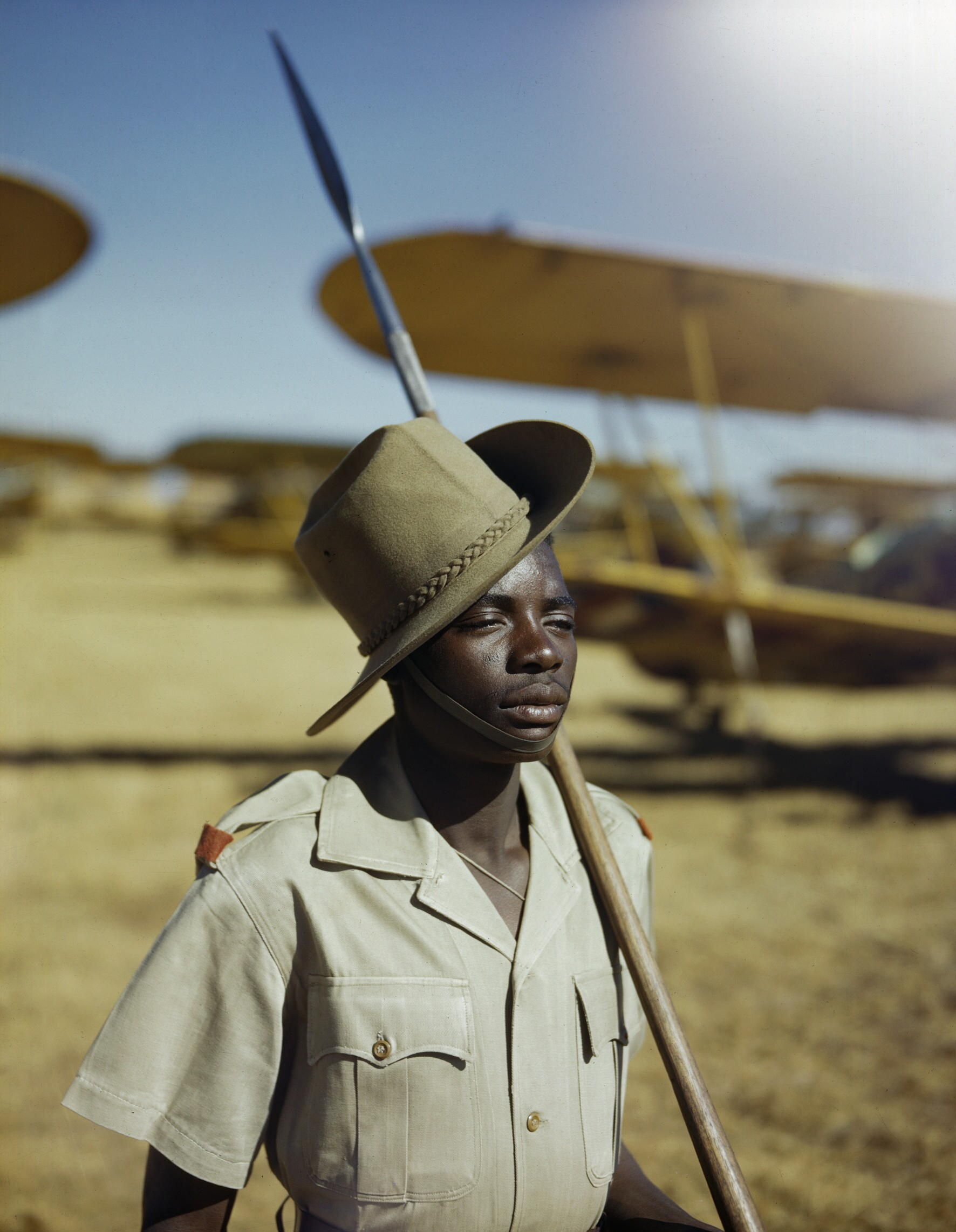
Аскари-копьеносец. Школа лётной подготовки, предназначенная для обучения будущих пилотов Антигитлеровской коалиции. Ватерклуф, Претория, ЮАС, 1943 год

Аска́ри — арабское слово, в переводе означающее «солдат» (араб. عسكري‎). Данный термин, как правило, используется для обозначения набранных из местных племён войск в Восточной, Северо-Восточной и Центральной Африке и находившихся на службе в армиях европейских колониальных держав в XIX — первой половине XX века. Термин, тем не менее, может применяться в отношении подразделений полиции, жандармерии и охраны. Первоначально слово было заимствовано из арабского в следующие языки: амхарский, боснийский, итальянский, персидский, польский, сомали, суахили, турецкий и урду.
В период европейского колониального правления в Африке набранные из местных аборигенов солдаты служили в итальянских, британских, португальских, германских и бельгийских колониальных армиях (тогда как в колониях Франции и Испании первоначально не было такой практики). Они сыграли решающую роль в завоевании различных колониальных владений, а затем служили в гарнизонах и силах внутренней безопасности. Во время обеих мировых войн отряды аскари служил за пределами своих «родных» колоний в различных частях Африки, Ближнего Востока и Азии.

## Колонии Бельгии
В Бельгийском Конго из аскари были сформированы Force Publique. Force Publique состояли из армейских и полицейских частей, находящихся под командованием бельгийских офицеров и сержантов. В период унии с Бельгией аскари набирались преимущественно из населения Восточной Африки. Так происходило отчасти потому, что связи между аскари, набранными в Восточной Африке, и местным населением отсутствовали и, соответственно, жестокое обращение и убийства ими их было редкостью.

## Колонии Великобритании
В колониальную армию Великобритании набирались, в основном, суахили, суданцы и сомалийцы. Единой униформы, также как и штатного вооружения, в войсках не существовало. Бо́льшая часть аскари воевало в местной традиционной форме одежды. Офицеры, в основном, носили гражданскую одежду. В 1895 году у британских аскари была введена единая униформа, они организованы в регулярные, дисциплинированные войска и стали именоваться восточноафриканскими стрелками (позже вошли в состав полка стрелков африканского короля). После этого термин «аскари» стал употребляться лишь для обозначения рекрутов полка стрелков африканского короля, небольших военных подразделений и полицейских частей британской колониальной армии в Кении, Танганике и Уганде в 1961—1963 годах.

## Колонии Германии
В германскую колониальную армию (нем. Schutztruppe, «шуцтруппе») набирались местное население колоний, офицерами же и унтер-офицерами были только европейцы. Бо́льшая часть аскари базировалась в Германской Восточной Африке (сейчас Танзания). В 1881 году были сформированы войска Виссмана (нем. Wissmanntruppe), которые вошли в состав германской колониальной армии.

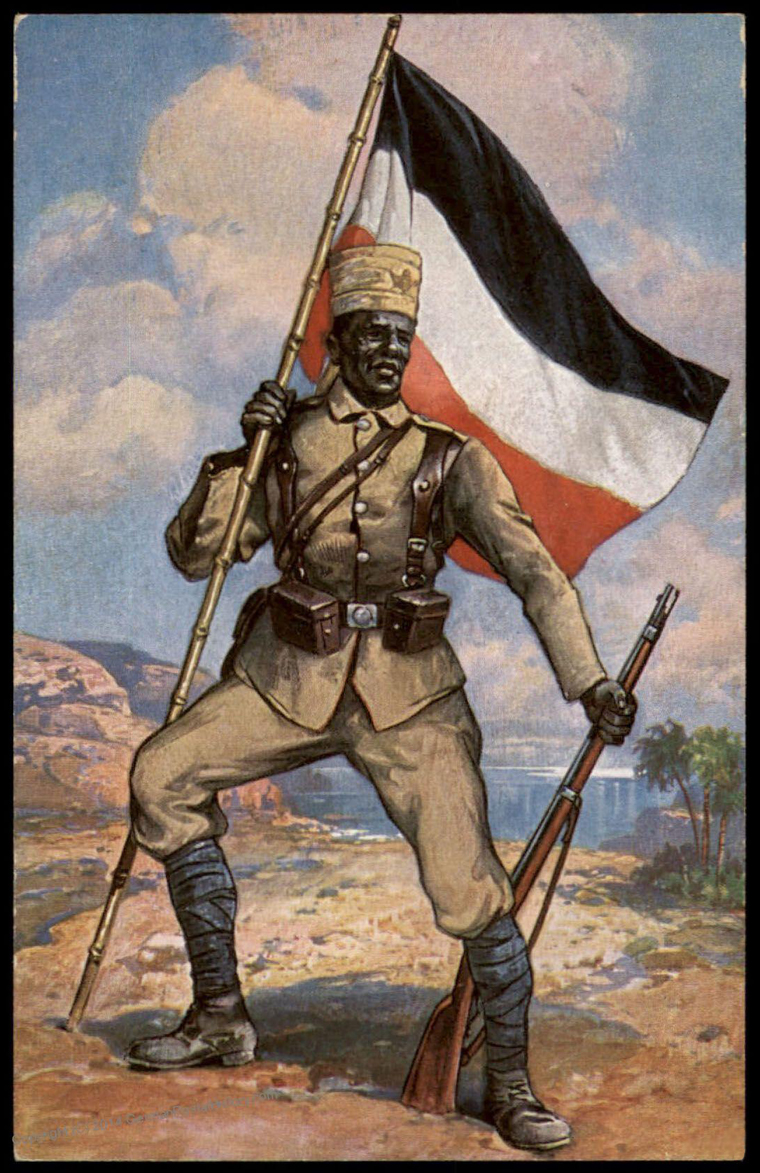
Воин-аскари на защите Германской Восточной Африки (1915)

Первые части аскари в Германской Восточной Африки были созданы Германской Восточноафриканской компанией (нем. Deutsche Ost-Afrika Gesellschaft) около 1888 года. Первоначально, аскари состояли из суданских наёмников, позже в армию были рекрутированы Вахехе и Нгони. Дисциплина аскари была железной, они обучались лишь лучшими немецкими офицерами, деятельность аскари хорошо оплачивалась (в два раза больше, чем английские аскари). До 1914 года основной боевой единицей германских колониальных войск являлась рота, в каждой из которых имелось 7 или 8 немецких офицеров и унтер-офицеров, а также 150−200 аскари (обычно 160) и 2 орудийных расчёта.
Также, часто в состав роты входили туземные иррегулярные части или руга-руга.
Во время Первой мировой войны численность германских колониальных войск насчитывала примерно 11 000 человек, которые, в основном, являлись аскари, носильщиками и белыми офицерами. Они находились под командованием Пауля Эмиля фон Леттов-Форбека и до конца Первой мировой войны в 1918 году не были побеждены, даже несмотря на численное преимущество британских, португальских и бельгийских колониальных войск.
Во времена Веймарской республики германским аскари выплачивалась пенсия. В период Великой депрессии и Второй мировой войны выплаты были прекращены. Лишь в 1964 году правительство Федеративной Республики Германии (ФРГ) возобновило выплаты пенсии ветеранам аскари. В Мванзе, по инициативе посольства ФРГ в Дар-эс-Саламе, была основана временная контора в по выплатам пенсии, которая осуществляла выплаты 350 ветеранам.
Лишь немногим ветеранам аскари в 1918 году были выданы удостоверения о участии в Первой мировой войне; остальные же ветераны, в качестве доказательства участия в войне, предъявляли остатки своих униформ. Однажды один банкир, выдававший пенсии ветеранам, заставил их показать ему, как доказательство, примеры обращения с оружием. Однако, каждый из них выполнил то, что требовалось.

### Нацистская Германия
См. также: Хиви, de:Askari (Begriffsklärung).
Во время Второй мировой войны немцами, в отношении бывших бойцов Красной армии, а также всех добровольцев, сражавшихся на Восточном фронте, использовался термин «аскари».
В советских источниках этим термином принято называть латышей, литовцев и украинцев, воевавших в вермахте, но не русских.
Также этот термин применялся в отношении украинцев, служивших в Нахтигале, 201-м шуцманшафт батальоне и 14-й добровольческой пехотной дивизии СС «Галиция», курсантов и выпускников учебного лагеря «Травники», которые принимали участие во многих операциях Второй мировой войны. Большая часть из этих людей являлась дезертирами или антикоммунистами, рекрутированными из сёл Западной Украины, находящейся под немецкой оккупацией.

## Колонии Италии
Итальянские колониальные войска в Итальянской Восточной Африке набирались сначала из эритрейцев, позже в неё стали набираться и сомалийцы. Также в колониальной армии служили итальянские офицеры и унтер-офицеры. Итальянская колониальная армия состояла из пехотных, кавалерийских и нескольких частей лёгкой артиллерии. Итальянские аскари принимали участие в Первой итало-эфиопской войне, итало-турецкой войне, Второй итало-эфиопской войне и Второй мировой войне (Восточноафриканская кампания).

### История
Первый батальон аскари был сформирован на территории Эфиопии в 1888 году и состоял, преимущественно, из мусульман и христиан-добровольцев, тем самым, став заменой иррегулярного Баски-Бурукского корпуса. Первые 4 батальона из местных жителей были сформированы к 1891 году и в тот же год вошли в состав итальянского королевского корпуса африканских войск. К моменту битвы при Адуа в 1896 году, численность войск была доведена до 8 батальонов, позже войска служили в Ливии и Эфиопии.
К 1940 году численность войск составляла 256 000 человек, из которых 182 000 были рекрутированы из Эритреи и Сомали и недавно оккупированной Эфиопии (1935—1936). Когда в январе 1941 года войска Британского Содружества вторглись в Эфиопию, бо́льшая часть аскари дезертировала. Однако, практически все аскари, рекрутированные в Эритрее, остались верны итальянцам до капитуляции через 4 месяца.

### Организация
Первыми военными формированиями эритрейских аскари были пехотные батальоны, позже были сформированы кавалерийские эскадроны и батареи горной артиллерии. К 1922 году были сформированы первые верблюжьи кавалерийские части. После 1932 года эти верблюды дислоцировались на территории Ливии. В 1930-е годы в войсках появились первые бронеавтомобили.

### Униформа
Части итальянской колониальной армии, располагающиеся на территории Эритреи, носили высокие красные фески с цветными кистями, на талии — пояса, которые в каждой части были различны. К примеру, в 17-м эритрейском батальоне носили фески с белыми и чёрными кистями, пояса в полоску; в 64-м эритрейском батальоне — фески с розовыми кистями, пояса пурпурного цвета.
Солдаты носили форму белого цвета только на парадах, военные более высоких званий — форму цвета хаки. Аскари, рекрутированные в Сомали, носили одинаковую униформу (к примеру, на ногах — шорты, длиной до колена).

### Звания
Самым низким воинским званием в армии аскари, рекрутированных в Эритрее и Эфиопии, являлся солдат, самым высшим — старший унтер-офицер: аскари (солдат) — капрал — старший сержант — сержант. В армии эритрейских аскари самым высшим унтер-офицерским званием являлся штаб-сержант, которым назначался воин, проявившийся самоотверженностью во время боя. Все офицеры в армии эритрейских аскари были итальянцами.

## Колонии Испании

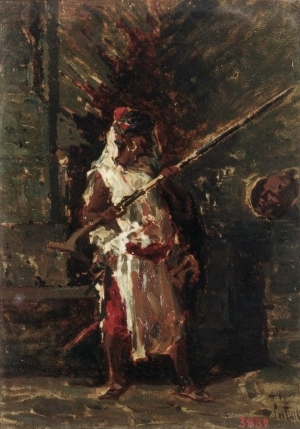
Мариано Фортуни. «Аскари». Предположительно, 1860 год

Термин «аскари» применялся испанцами для обозначения войск своих колониальных владений, расположенных к югу от Сахары. Также этот термин применялся ими не для обозначения Регулярных туземных сил, дислоцированных на территории Северо-Западной Африки, а для обозначения жандармских частей, сформированных из местного населения в 1913 году на территории Испанского Марокко. Также они известны как «Меаль-ла Халифианас». Они являлись эквивалентом гумьеров — солдат колониальной армии Франции, рекрутированных из местного населения в Марокко.
Туземные вспомогательные полки (исп. Tropas Nómadas) и пустынная полиция Испанской Сахары часто именовались «аскари», так же как и рядовой и сержантский состав местной полиции (исп. Policia Indigena), созданной в Мелилье в 1909 году.

## Колонии Португалии
Местное население Португальской Анголы, а также других владений Португальской империи на территории Африки, также рекрутировалось в армию аскари. Аскари использовались для поддержания мира в колониях Португалии. В XX веке все аскари вошли в состав португальской колониальной армии. Аскари имели определённые права в португальской колониальной армии; до 1960 года существовало 3 вида солдат в португальской колониальной армии: солдаты, состоящие в войсках (европейцы), солдаты заморских территорий («просвещённые» африканцы) и солдаты, являвшиеся этническими африканцами (африканцы, проживавшие на территории португальских колоний). В 1960 году слово «вид» было изменено на слово-синоним.

## Война в Ираке
Частная полиция из Уганды также именовалась «аскари». Зарплата частных полицейских составляла 1 000 долларов, или 80 000 долларов, если человек получал ранение, однако многим эти деньги выплачены не были. Угандийские полицейские являлись работниками вербовочных бюро (к примеру, службы безопасности Аскари) и для службы в Ираке набирались принимающей фирмой Beowulf International, заключившей субдоговор с компанией EOD Technologies (американская компания, созданная Министерством обороны США), согласно которому войска аскари несли охрану «Лагеря Победы» в Багдаде. Представитель компании Beowulf International рассказал, что 400 рабочих, строящих «Лагерь Победы» «впечатлила армия США, её боевые навыки и военный опыт, однако, некоторые из них жаловались в недостатке полицейских или любой другой охраны и говорили, что среди них были люди, которые „даже не знали как держать пистолет“». По крайней мере, 11-ю аскарийскими полицейскими были захвачены здания Dresak International и  Connect Financial Services.

## Другие значения
- В период апартеида в ЮАР термин «аскари» означал партизан, взятых в плен вооружёнными силами ЮАР, которые позже стали её шпионами[15].
- Термин «аскари» в Северной Африке также означает копьеносца.

## Аскари в популярной культуре
- Аскари — дополнение к Mirage и Visions в коллекционной карточной игре Magic: The Gathering.
- Аскари — имя второстепенного персонажа в научном фэнтези Дэвида Геммела Мечи Дня и Ночи[англ.].